# Guardia de honor de infantería
La Guardia de Honor de Infantería era una tropa carlista durante la Primera Guerra Carlista.
Se componía de una compañía de cien hombres de la clase noble de cuatro provincias en la forma siguiente: 40 navarros, 20 guipuzcoanos, 20 alaveses y 20 vizcaínos. Sus jefes eran un capitán y un alférez navarros, un teniente guipuzcoano, otro vizcaíno y un subteniente alavés. La salida de los individuos que componían este cuerpo era para tenientes en las respectivas armas. Su uniforme se componía de una levita azul, botón blanco, cananas negras, pantalón gris, zapato y botín, mochilas negras y boina azul con borla blanca. En momentos de lluvia se añadía un capote gris con cuello negro. Su armamento se componía de un fusil carabina o una bayoneta larga.